# Dž
Dž, dž – jeden z dwuznaków używanych w alfabetach łacińskich języków południowosłowiańskich. W zapisie cyrylickim języka serbskiego jego odpowiednikiem jest znak џ. Dźwięk, który jest przezeń wyrażany brzmi jak polskie dż np. w słowie dżdżownica.